# 合水县
合水县是中华人民共和国甘肃省庆阳市下属的一个县，位于甘肃东北部。区域总面积2,933.37 平方公里。

## 历史沿革
隋恭帝义宁元年（617年）置乐蟠县，治今西华池。唐高祖武德六年（623年）从合川县析出蟠蛟县，治今老城镇；唐玄宗天宝元年（742年）改蟠蛟县为合水县。五代后周时废合水，降县为镇，归乐蟠县辖。宋神宗熙宁四年（1071年）废乐蟠县，恢复合水县，治老城镇。

## 行政区划
合水县下辖8个镇、4个乡：
西华池镇、老城镇、太白镇、板桥镇、何家畔镇、吉岘镇、肖咀镇、固城镇、段家集乡、太莪乡、店子乡和蒿咀铺乡。

## 交通
- 青兰高速、 211国道过境。